# MLGB
O MLGB (Medium-weight Laser Guided Bomb - Bomba Guiada por Laser de Peso Médio) é uma Bomba planadora guiada com precisão de 250 libras que pode atacar alvos fixos e móveis.  Foi desenvolvido pela Israel Aerospace Industries (IAI).  A ogiva relativamente leve é otimizada para tais missões onde o dano colateral mínimo é de grande importância.